# Cyprus Mines Corporation Mineral Railway
| Cyprus Mines Corporation Mineral Railway | Cyprus Mines Corporation Mineral Railway |
| ---------------------------------------- | ---------------------------------------- |
| Spurweite:                               | 762 mm (Schmalspur)                      |
|                                          |                                          |

Die Cyprus Mines Corporation Mineral Railway war eine Grubenbahn, die verschiedene Kupfergruben verband und zum Abtransport des Kupfers diente. Die Spurweite betrug 762 Millimeter (2' 6").

## Geschichte
Sie war in der Gegend von Evrychou mit der Cyprus Government Railway verbunden und wurde 1974 mit der Grenzziehung eingestellt. Die Gruben lagen danach im Solea-Tal in der Republik Zypern, die Verladehäfen für das Chalkopyrit (Kupfererz) jedoch in der Türkischen Republik Nordzypern in Xeros und Karavostasi.
Spuren dieser Werksbahn sind teilweise noch zu finden. So ist an der Straße von Morphou nach Kyrenia kurz nach Morphou ein Park, in dem die CMC 2-8-2T 3 (Baldwin 57790/24) aufgestellt ist. Die Fabrikschilder und die Seitenteile des Führerhauses fehlen aber.
In der Nähe des ehemaligen Verladehafens bei Xeros ist bei Gemikonagi neben der UN-Pufferzone auf einem Gelände ohne Gleise der Rest des ehemaligen Fuhrparkes abgestellt.
Weitere Reste befinden sich in einem Café in Xeros, das zu einem kleinen Museum umgestaltet ist.

## Noch bekanntes Material

### Dampfschiff
Der Dampfschlepper Tid der CMC ist in der Nähe einer aufgelassenen Verladestelle am Mittelmeerufer bei Xeros auf den Strand gesetzt (2004)

### Dampflokomotiven
- Nr. 3 – 2-8-2T (Baldwin 57790/24) – Denkmal bei Morphou
- Nr. 4 – 0-8-2T (Baldwin 60344/27) – Abstellplatz

### Diesellokomotiven
- Diesellok 1 bis 9 – Abstellplatz
- Nr. 7" – 0-4-0D (VIW 4712/48) – Denkmal an der Straße zwischen Nikosia and Kyrenia
- Orenstein & Koppel type RL8 – 0-6-0 – (21018/38) – 2004 Ausstellungsstück im Kulturzentrum Laiki